# Museu i Centre d'Estudis de l'Esport Doctor Melcior Colet
El Museu i Centre d'Estudis de l'Esport Doctor Melcior Colet és un museu dedicat a la difusió i exhibició dels elements més destacats en el desenvolupament de la història de l'esport català dels últims segles. Té la seu en un edifici modernista construït el 1911 per Josep Puig i Cadafalch, la Casa Pere Company, al carrer de Buenos Aires, 56 de Barcelona.

## Història
El 1982, el doctor Melcior Colet i Torrabadella va fer donació l'edifici a la Generalitat de Catalunya perquè la transformés en un museu de l'esport. El 12 de desembre del 1988 i el 13 de desembre del 1991 s'hi va presentar la Col·lecció de 16 Medalles oficials commemoratives dels Jocs de la XXVa Olimpíada, Barcelona 1992.